# Křížová hora (Lausitzer Gebirge)
Der Křížová hora (deutsch Kreuzberg) (563 m n.m.) ist ein Bergrücken bei Jiřetín pod Jedlovou (Sankt Georgenthal) im Lausitzer Gebirge. Bekannt ist der Berg vor allem durch seinen  Kreuzweg zum Gipfel, auf dem sich eine Wallfahrtskapelle befindet. Seit 1969 steht das Areal als Kulturdenkmal unter Denkmalschutz.

## Lage und Umgebung
Der Berg erhebt sich unmittelbar südlich von Jiřetín pod Jedlovou, ungefähr 5 km südwestlich von Varnsdorf. An seinem Fuße befindet sich als Zeuge ehemaligen Bergbaues der St.-Evangelista-Stolln, ein Schaubergwerk.

## Geschichte
Der aus elf steinernen Kreuzwegstationen bestehende Kalvarienberg wird im Jahre 1764 geweiht. Eine erste hölzerne Kapelle entstand schon 1759. Nach einem Sturmschaden wird diese durch einen steinernen Bau ersetzt, der im Jahre 1886 noch durch einen Turm ergänzt wird.
Bergbau wurde am Křížová hora schon seit dem 16. Jahrhundert betrieben. Gefördert wurden Silber, Blei, Zinn und Kupfer. Das letzte Bergwerk schloss im Jahre 1888.

## Wege zum Gipfel
- Der Kreuzweg zum Gipfel beginnt unmittelbar im Städtchen Jiřetín pod Jedlovou.
- Ein guter Ausgangspunkt ist auch der Bahnhof Jedlová an der Bahnstrecke Děčín–Varnsdorf. Von dort führt eine grün markierte Wanderroute am Jedlová (Tannenberg) vorbei über den Berg nach Jiřetín pod Jedlovou und weiter nach Seifhennersdorf.